# La jaula de oro (película de 2013)
La jaula de oro es una película guatemalteca-mexicana de 2013, dirigida por Diego Quemada-Díez, en la que se narra violencia y el racismo que viven, de manera explícita, un grupo de jóvenes migrantes guatemaltecos y de un joven indígena tzotzil en su viaje hacia los Estados Unidos. También se muestra la discriminación de los grupos indígenas latinoamericanos incluso entre los propios migrantes. La película muestra la labor del padre José Alejandro Solalinde Guerra, quien ya ha recibido amenazas de muerte por defender y auxiliar a los migrantes; aparece en el filme al frente del albergue Hermanos en el Camino. A excepción de los protagonistas, la mayor parte de quienes participan en la película no son actores ni actrices profesionales, sino migrantes contratados por la producción en los lugares donde se rodó. La película se rodó en Guatemala, Estados Unidos y las entidades mexicanas de Chiapas (municipios de Arriaga, Tapachula y Tonalá), Oaxaca, Veracruz, Morelos, Estado de México, Jalisco, Michoacán, Sonora y Baja California. La película se exhibió en el Centro Cultural Joaquín Áreta el 24 de septiembre del 2013.

## Trama
Juan (Brandón López), Sara (Karen Noemí Martínez Pineda), quien por seguridad se hace pasar por hombre, y Samuel (Carlos Chajon), salen de su natal Guatemala con el sueño de llegar a los Estados Unidos. Al poco tiempo de cruzar la frontera del norte de Guatemala, se les une Chauk (Rodolfo Domínguez), un joven tzotzil. Durante el viaje, experimentando los constantes peligros de miles de migrantes mexicanos y centroamericanos, intentan sobrepasar el miedo, la injusticia y el dolor a través de la solidaridad, la amistad y el amor.

## Reparto
- Brandon López como Juan
- Rodolfo Domínguez como Chauk
- Karen Martínez como Sara
- Carlos Chajon como Samuel
- Héctor Tahuite como Gregorio
- Ricardo Esquerra como Vitamina
- Luis Alberti como el hombre con machete
- El sacerdote Alejandro Solalinde como el dueño del albergue

## Premios
- Premio Un Cierto Talento, Festival de Cannes, Francia
- Premio Gillo Pontecorvo, Festival de Cannes, Francia
- Mención Honorífica del Premio François Challais, Festival de Cannes, Francia
- Grifone de Oro a la Mejor Película de la Sección Generator 16+, Festival de Giffoni, Italia
- Grifone de Aluminio-Cial por el Ambiente, Festival de Giffoni, Italia
- Grifone de Cristal, Festival de Giffoni, Italia
- Premio del Jurado a Mejor Ópera Prima, Festival de Lima, Perú
- Mejor Fotografía, Festival de Lima, Perú
- Premios de la Crítica Internacional a la Mejor Película, Festival de Lima, Perú
- Mención Especial del Jurado, Festival de Eslovaquia, Eslovaquia
- Mejor Película, Festival de San Petersburgo, Rusia
- Mejor Director, Festival de Vladivostock, Rusia
- Ojo de Oro a la Mejor Película Internacional, Festival de Zúrich, Suiza
- Mejor Director, Festival de República Dominicana, República Dominicana
- Mejor Película, Festival de República Dominicana, República Dominicana
- Mejor Nuevo Director, Festival de Chicago, Estados Unidos
- Puerta Dorada de la India a la Mejor Película, Festival de Mumbai, India
- Mejor Ópera Prima, Festival de Morelia, México
- Premio del Público, Festival de Morelia, México
- Premio de la Prensa a la Mejor Película, Festival de Morelia, México
- Mejor Película de la Crítica, Festival de Sao Paulo, Brasil
- Mención Especial Nuevos Directores, Festival de Sao Paulo, Brasil
- Premio a la Mejor Película-Alexander Theo Angelopoulus, Festival de Tesalónica, Grecia
- Premio al Mejor Director, Festival de Tesalónica, Grecia
- Premio del Parlamento Helénico, Festival de Tesalónica, Grecia
- Premio Fischer de la Audiencia a la Película de la Competencia Internacional, Festival de Tesalónica, Grecia
- Premio Especial del Jurado, Festival de Auray, Francia
- Astor de Oro a Mejor Película, Festival de Mar del Plata, Argentina
- Premio del Público, Festival de Mar del Plata, Argentina
- Premio a Mejor Fotografía, Festival de Mar del Plata, Argentina
- Premio de la Asociación de Cronistas Cinematográficos de la Argentina, Festival de Mar del Plata, Argentina
- Premios Signis, Festival de Mar del Plata, Argentina
- Mejor Largometraje, Festival Internacional de Cine de Viña del Mar, Chile
- Coral Premio Especial del Jurado Opera Prima, Festival de La Habana, Cuba
- Premio Glauber Rocha de la Agencia de Noticias Prensa Latina, Festival de La Habana, Cuba
- Premio Roque Dalton de Radio Habana Cuba, Festival de La Habana, Cuba
- Premio del Público Cibervoto, Festival de La Habana, Cuba
- Premio de la Unicef, Festival de La Habana, Cuba
- Premio del Jurado Independiente a Mejor Película, Festival de Tallin, Estonia
- Premio de la Prensa Internacional, Festival de Minsk, Bielorrusia
- Premio de la Fundación Satjavit Ray a Diego Quemada-Diez, Reino Unido
- Premios de los Estudiantes, Movies That Matter, Holanda
- Langosta Azul a Mejor Película del Caribe, Festival de Barranquilla, Colombia
- Mejor Director, Festival de La Habana en Nueva York, Estados Unidos
- Premio del Público, Festival HolaMéxico Los Angeles, Estados Unidos
- Película Mexicana con más Reconocimientos Internacionales, Premios CANACINE, México
- Ariel a la Mejor Película, Academia Mexicana de Artes y Cinematográficas, México
- Ariel a la Mejor Ópera Prima, Academia Mexicana de Artes y Cinematográficas, México
- Ariel al Mejor Guion Original, Academia Mexicana de Artes y Cinematográficas, México
- Ariel al Mejor Actor, Academia Mexicana de Artes y Cinematográficas, México
- Ariel a la Mejor Coactuación Masculina, Academia Mexicana de Artes y Cinematográficas, México
- Ariel a la Mejor Música Original, Academia Mexicana de Artes y Cinematográficas, México
- Ariel a la Mejor Fotografía, Academia Mexicana de Artes y Cinematográficas, México
- Ariel a la Mejor Edición, Academia Mexicana de Artes y Cinematográficas, México
- Ariel al Mejor Sonido, Academia Mexicana de Artes y Cinematográficas, México
- Premio Jean Renoir de Estudiantes de Secundaria, Ministerio Nacional de Educación, Francia
- Premio del Jurado del Círculo de Críticos de Dublín, Festival de Dublín, Irlanda
- Mejor Película, Festival Cinema di Frontiera, Italia
- Mejor Dirección, Festival de Luis Buñuel Calanda, España
- Mejor Equipo, Festival de Luis Buñuel Calanda, España
- Premio Favorito de Berlín, Festival Favoritos del Cine Berlín, Alemania
- Mejor Edición, Premios Fénix, Iberoamérica
- Mejor Sonido, Premios Fénix, Iberoamérica
- Mejor Largometraje Ficción, Premios Fénix, Iberoamérica
- Reconocimiento del Instituto Nacional de Lenguas Indígenas por el Uso de la Lengua Indígena en Medios de Comunicación, Tercer Seminario Internacional de Lenguas Indígenas, México
- Reconocimiento del Instituto Nacional de Lenguas Indígenas al actor Rodolfo Domínguez, por Uso de Lengua Indígena en Medios de Comunicación, Tercer Seminario Internacional de Lenguas Indígenas, México
- Mejor Película de Ficción, Festival de Cine Latino de Seattle, Estados Unidos
- Mejor Director, Premios Latinos, Asociación de Cronistas de Espectáculos de NYC, Estados Unidos
- Mejor Opera Prima, Premios Rober, Reino Unido
- Mejor Película Hispana, Premios Rober, Reino Unido
- Premio Estatal de la Juventud al Actor Rodolfo Domínguez, gobierno del Estado de Chiapas, México
- Mejor Película de Ficción, San Antonio CineFestival, Estados Unidos
- Mención Especial, Festival Hispano Americano de Cine, Canadá
- Premio Ícaro al actor Brandon López, Festival de Cine en Centroamérica Ícaro, Guatemala
- Reconocimiento de la Comisión de Asuntos Migratorios de la Cámara de Diputados, H. Cámara de Diputados, LXVII Legislatura, México
- Reconocimiento del Viceministerio del Deporte y la Recreación al actor Brandon López, Ministerio de Cultura y Deportes de Guatemala, Guatemala
- Reconocimiento del Viceministerio del Deporte y la Recreación a la actriz Karen Martínez, Ministerio de Cultura y Deportes de Guatemala, Guatemala
- Reconocimiento del Viceministerio del Deporte y la Recreación al actor Carlos Chajón, Ministerio de Cultura y Deportes de Guatemala, Guatemala
- Reconocimiento Ciudadano Distinguido a Brandon López, Municipalidad de Guatemala, Guatemala
- Reconocimiento Ciudadana Distinguida a Karen Martínez, Municipalidad de Guatemala, Guatemala
- Promesa Femenina del Año, Premios Canacine, México

## Nominaciones

### Premios Platino[3]
| Año  | Categoría                                | Candidato      |
| ---- | ---------------------------------------- | -------------- |
| 2014 | Mejor película iberoamericana de ficción |                |
| 2014 | Mejor interpretación femenina            | Karen Martínez |
| 2014 | Mejor coproducción iberoamericana        |                |

## Comentarios
Este filme ocupa el lugar 90 dentro de la lista de las 100 mejores películas del mexicanas, según la opinión de 27 críticos y especialistas del cine en México, publicada por el portal Sector Cine en junio de 2020.